# ریتنوردهاوزن (تورینگن)
ریتنوردهاوزن (به آلمانی: Riethnordhausen) یک شهر در آلمان است که در زومردا واقع شده‌است. ریتنوردهاوزن ۱٬۱۰۸ نفر جمعیت دارد.